# Pompeiana
Pompeiana (en ligur Pumpiàna) és un comune italià, situat a la regió de la Ligúria i a la província d'Imperia. El 2015 tenia 823 habitants.

## Geografia
La vila de Pompeiana és a 2 km en línia recta del mar, al vessant sud del Monte Croce, un turó d'uns 600 metres. La seva bona orientació al sud, la proximitat al mar i el turó darrere garanteixen un clima temperat. Històricament el poblament era força dispers, però la construcció de nous edificis han donat lloc a un poblament més uniforme i continu. Té una superfície de 5,38 km² i limita amb Castellaro, Cipressa, Pietrabruna, Riva Ligure, Santo Stefano al Mare i Terzorio.

## Evolució demogràfica
| Gràfica d'evolució de Pompeiana entre 1861 i 2011 |
|                                                   |
| Font: ISTAT                                       |